# ادوالد بوئاسون هاگن
ادوالد بوئاسون هاگن (نروژی: Edvald Boasson Hagen؛ زادهٔ ۱۷ مهٔ ۱۹۸۷) یک دوچرخه‌سوار اهل نروژ است.
از باشگاه‌هایی که در آن بازی کرده‌است می‌توان به تیم اسکای اشاره کرد.
وی در مسابقات کشوری و بین‌المللی در مجموع برندهٔ ۱ مدال نقره، ۱ مدال برنز شده‌است.